# Fiesta (canción de Los Bunkers)
«Fiesta» es una canción de la banda chilena Los Bunkers, la tercera del álbum Barrio Estación. Compuesta por los hermanos Durán fue lanzada como cuarto sencillo el 5 de mayo de 2009. Por lo general esta canción se ejecuta en vivo de manera acústica solo con Álvaro en el escenario.

## Vídeo musical
El vídeoclip fue dirigido por Pascal Krumm y está protagonizado por el destacado actor chileno Daniel Muñoz. El vídeo donde el actor está bajo el papel de Elvis Presley, se divide entre el camarín y el escenario; lugar donde interpreta el estribillo de la canción. El vídeo termina con el actor arrodillado en el escenario. Es el único videoclip de la banda donde los integrantes no aparecen.
Créditos
- Protagonista: Daniel Muñoz
- Dirección: Pascal Krumm
- Montaje & dirección de Arte: Andrea Loyola
- Dirección de fotografía: Sebastián “Benito” Caro
- Asistente de dirección: Chepo Sepulveda Egaña
- Asistente de cámara: Ignacio Walker
- Diseño de vestuario: Daniela Bozza

## Créditos
- Álvaro López – voz
- Francisco Durán – guitarra eléctrica
- Mauricio Durán – guitarra eléctrica
- Gonzalo López – bajo eléctrico
- Mauricio Basualto – batería

## Recepción

### Posicionamiento en listas
| Lista                       | Posición |
| --------------------------- | -------- |
| Chile (Chile Singles Chart) | 48       |

## Presentaciones en vivo
Versión acústica 1
- Álvaro López – voz y guitarra acústica

Versión acústica 2
- Álvaro López – voz y guitarra acústica
- Francisco Durán – guitarra acústica
- Mauricio Durán – guitarra acústica

Versión completa
- Álvaro López – voz y guitarra acústica
- Francisco Durán – guitarra acústica
- Mauricio Durán – guitarra eléctrica
- Gonzalo López – bajo
- Mauricio Basualto – batería
- 2 Violonchelo
- 6 Violín

Presentaciones destacadas
- Teatro Caupolicán (concierto 10 años)
- Vive Latino (2009)
- Sin Reservas (2009)
- Premios Altazor (2009)